# Анджиевский, Григорий Григорьевич
Григо́рий Григо́рьевич Анджие́вский (по метрической записи Андржие́вский) (17 сентября [30 сентября] 1897, Казантины — 31 августа 1919, Пятигорск) — активный участник и организатор борьбы за Советскую власть на Северном Кавказе. Член РКП(б) с 1917 года.

## Биография
Родился 17 (30) сентября 1897 года в местечке Казантины Таврической губернии, в семье рыбака. Работал в типографиях в Темрюке и Ростове-на-Дону, где включился в революционное движение. В 1914 году был арестован и, в связи с началом Первой мировой войны, отправлен на фронт. Во время одного из сражений был тяжело ранен, затем находился на лечении в госпитале в городе Харькове. После выздоровления с конца 1916 года проходил военную службу в составе расквартированного в Пятигорске 113-го запасного полка, в котором, начиная с 1917 года, вёл активную революционную пропаганду среди солдат.
16(29).12.1916 года в Пятигорск в качестве репортёра приехал заведующий редакцией газеты «Терек» во Владикавказе Сергей Миронович Киров. Встреча с местными большевиками Г. Г. Анджиевским, И. В. Малыгиным и В. А. Пешковым в солдатском лазарете № 20 113-го запасного полка на Церковной улице (ныне — ул. Соборная) положила начало созданию в городе партийной большевистской организации (до этого существовала объединённая социалдемократическая организация).
После Февральской революции был избран членом Пятигорского совета и председателем полкового комитета 113-го полка, перешедшего на сторону большевиков. В сентябре 1917 года участвовал в создании большевистской организации в городе Пятигорске. В ноябре 1917 года была создана самостоятельная большевистская организация. Избран городской комитет РСДРП(б) во главе с Г. Г. Анджиевским.
В марте 1918 года назначен 1-м заместителем председателя Терского областного народного съезда, признавшего власть СНК РСФСР; позже был избран председателем Пятигорского совета. Летом и осенью 1918 года руководил рабочими отрядами в борьбе против белогвардейских формирований А. Г. Шкуро и Г. Ф. Бичерахова; участвовал в подавлении мятежа (октябрь 1918 года), организованного командующим войсками Северо-Кавказской советской республики И. Л. Сорокиным.
16/29 июня 1918 года на общем собрании Пятигорского Совдепа Г. Г. Анджиевский доложил о поездке в Москву, выступил в Лермонтовской галерее с докладом «О текущем моменте», в котором рассказал о встрече с В. И. Лениным.
В сентябре 1918 года возглавил культурно-просветительный отдел Северного Кавказа при Реввоенсовете. При нём был учреждён армейский печатный орган «Красный Воин», активно издавалась политическая литература (в том числе предназначенная для отправки на фронт), в Пятигорске, Кисловодске, Георгиевске и ряде других городов организованы красноармейские клубы.
В 1919 году, после взятия Пятигорска белогвардейцами, по решению Тифлисского краевого комитета РКП(б) работал в партийном подполье в Закавказье. 17 августа 1919 года был схвачен английскими контрразведчиками в городе Баку, под усиленным конвоем отправлен в Пятигорск и передан Добровольческой армии А. И. Деникина. По приговору военно-полевого суда Пятигорского гарнизона, утверждённого генералом И. Г. Эрдели, приговорён к «смертной казни через повешение». 31 августа 1919 года казнён через повешение.
5 апреля 1920 года в похоронах у тюремной стены останков казнённого белыми Г. Г. Анджиевского с траурной речью выступил С. М. Киров.

## Память
В Пятигорске и его окрестностях находятся памятники истории и искусства, связанные с пребыванием Анджиевского и ныне являющиеся объектами культурного наследия России. К ним относятся:
- здание солдатского госпиталя, где С. М. Киров встретился с И. В. Малыгиным и Г. Г. Анджиевским (улица Рубина, 1)[12];
- здание, где в 1917 году помещался Комитет солдатских депутатов, возглавляемый Анджиевским (проспект Советский, 15)[13];
- здание, где в 1918 году помещался первый Совет депутатов г. Пятигорска, под председательством Анджиевского (улица Крайнего, 41)[14][15].

На месте казни революционера (гора Казачка) построен обелиск (архитектор Б. П. Светлицкий).

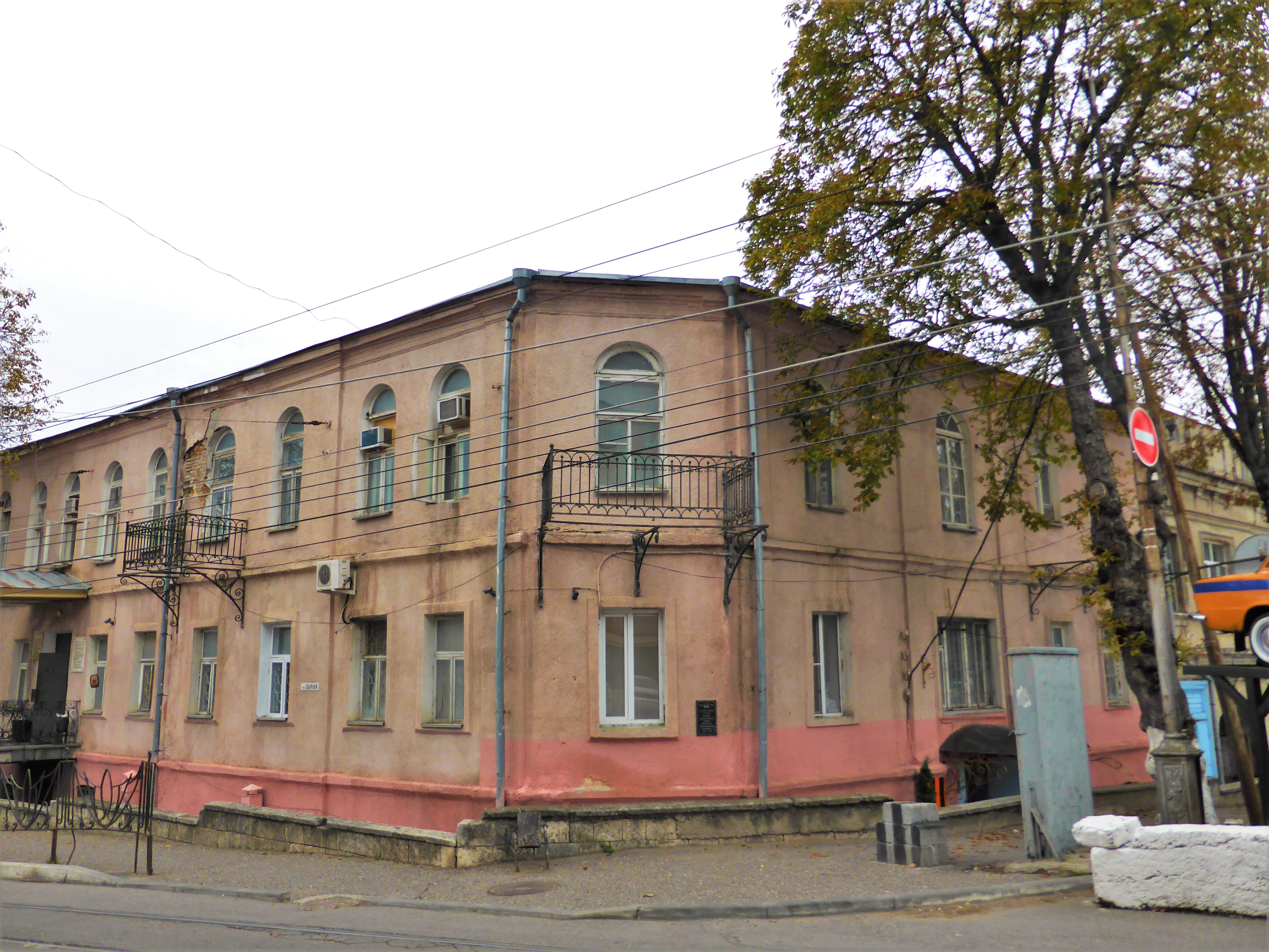
Здание солдатского госпиталя, где С. М. Киров встретился с И. В. Малыгиным и Г. Г. Анджиевским. Пятигорск
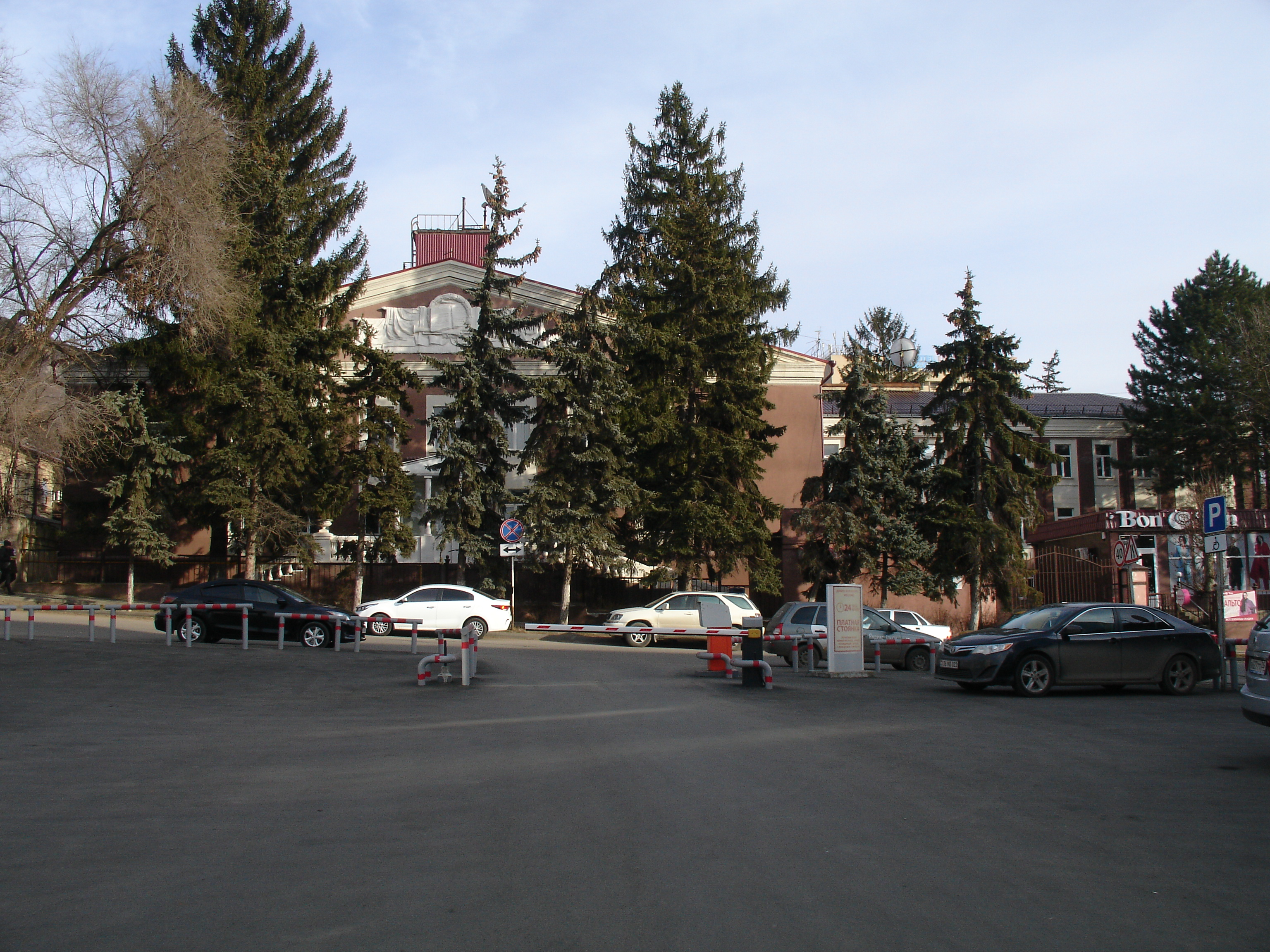
Здание, где в 1918 году помещался первый Совет депутатов г. Пятигорска, под председательством Анджиевского
Бюст Г. Г. Анджиевского (1936), Пятигорск
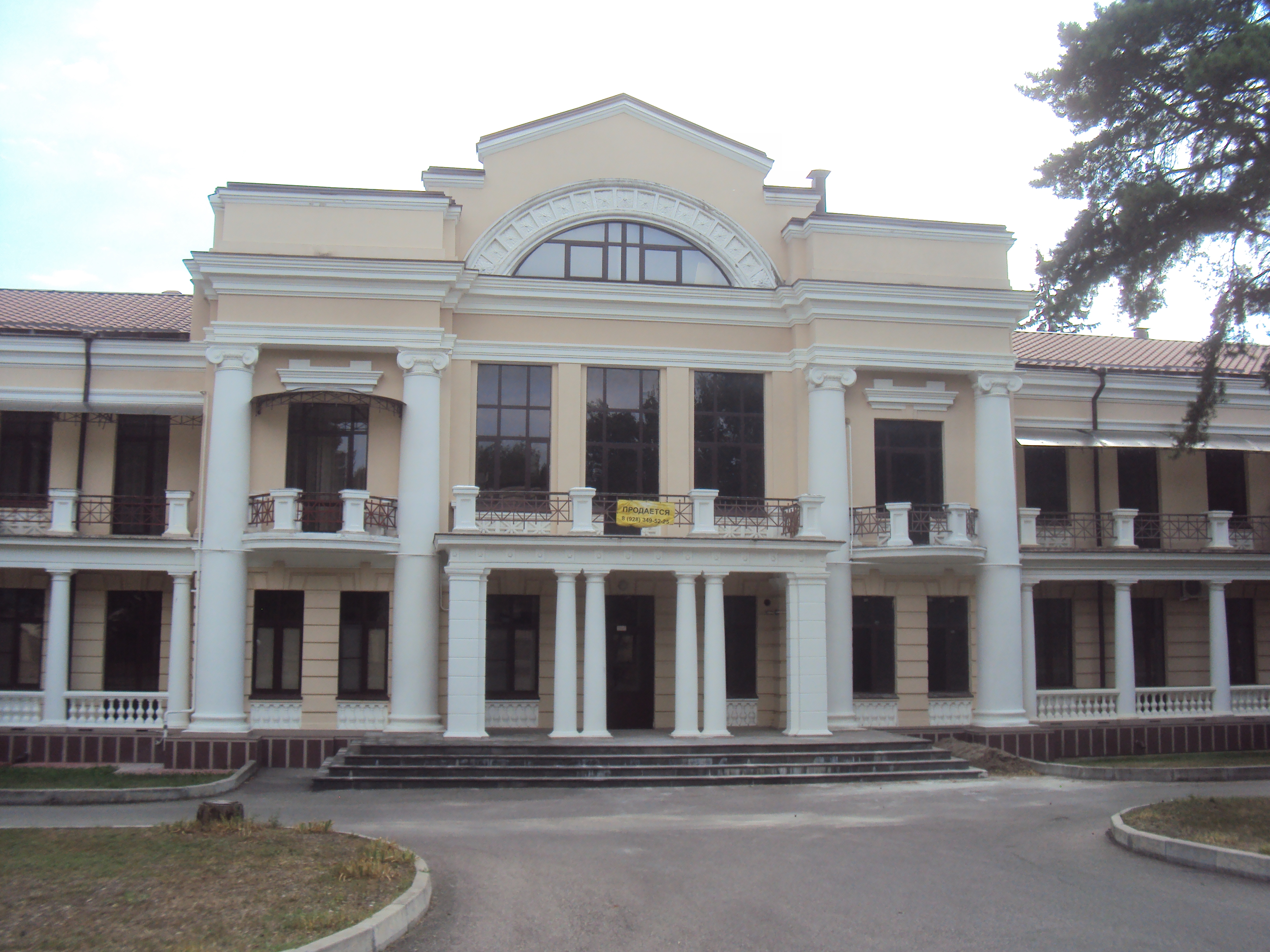
Здание санатория им. Анджиевского. Ессентуки
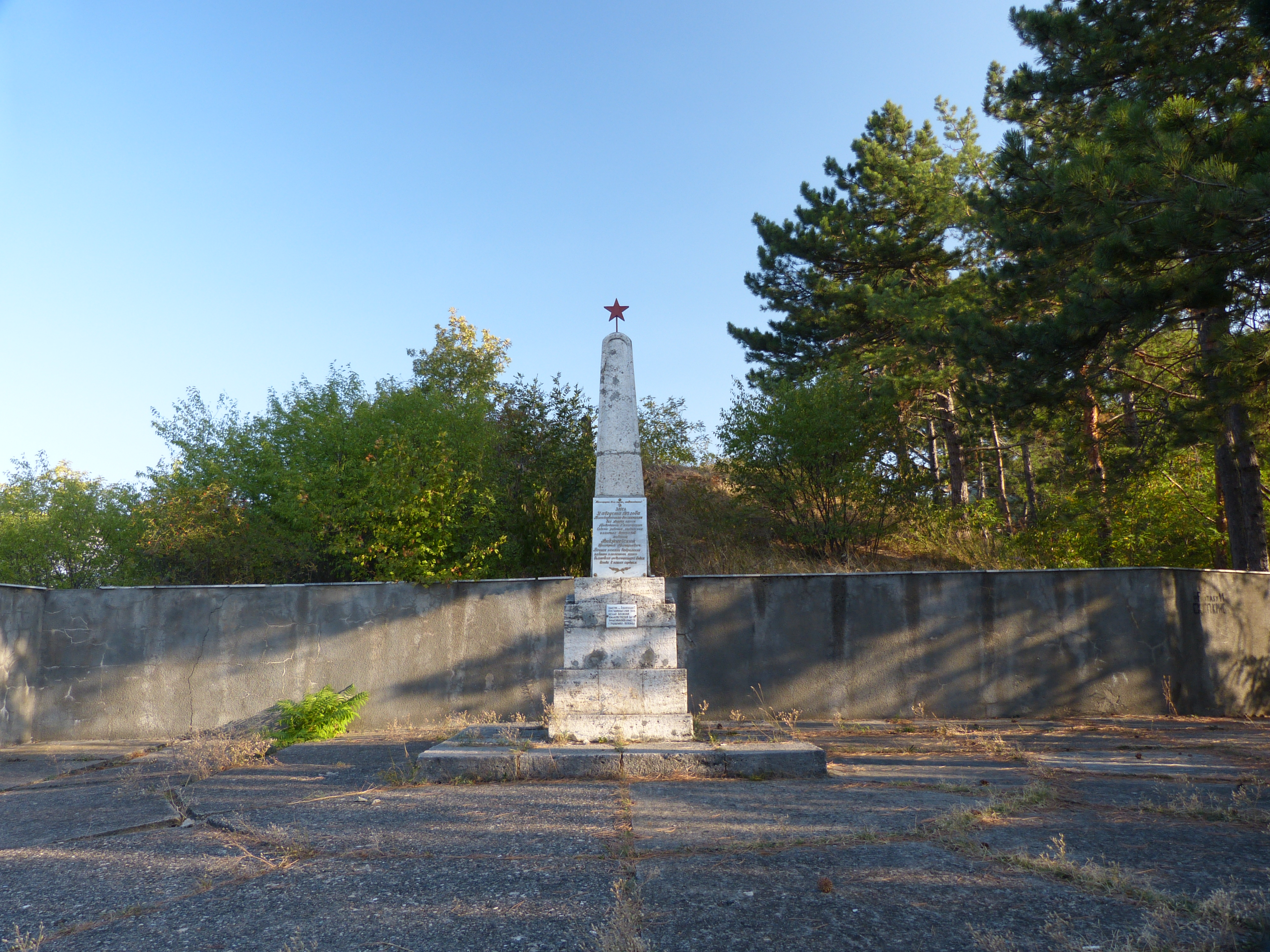
Обелиск на месте казни. Пятигорск, гора Казачка

Первый бюст Г. Г. Анджиевского (скульптор Л. К. Шодкий) установлен в 1924 году в центральной части Пятигорска (на месте современного кафе «Рома Пицца» у трамвайной остановки «Цветник»). В 1934 году памятник разрушился по причине ветхости. В 1936 году в Пушкинском сквере напротив Пятигорской грязелечебницы (проспект Кирова, 67) открыт новый бюст (скульптор Г. Н. Валуйский), изготовленный из металла и установленный на постаменте из тёсаного камня и чёрного гранита. Позднее сквер переименовали в сквер имени Анджиевского, а за памятником был обустроен фонтан. В 1957 году бюст Анджиевского установлен в городе Минеральные Воды.
В честь Анджиевского названы посёлок городского типа в Минераловодском районе; санаторий в городе Ессентуки; улицы в микрорайоне Рождественском Невинномысска, в Ессентуках, Минеральных Водах и Темрюке, Будённовске, улица в г. Моздоке, переулок в Прохладном.
Анджиевскому посмертно присвоено звание Почётного гражданина города Пятигорска.
В октябре 2015 года Г. Г. Анджиевский был включён в опубликованный Украинским институтом национальной памяти (УИНП) «Список лиц, которые подпадают под закон о декоммунизации».

Памятные доски в Пятигорске
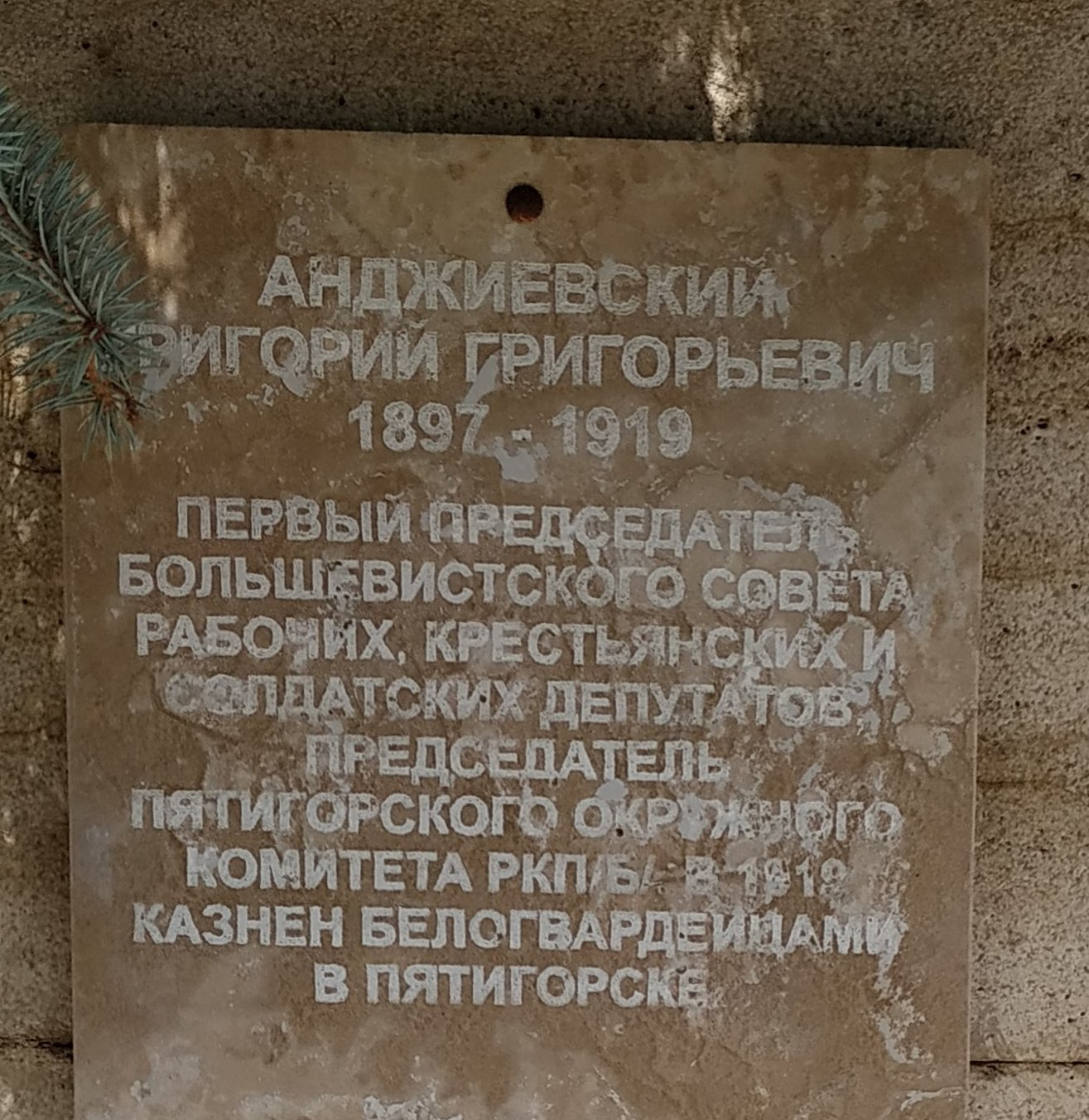
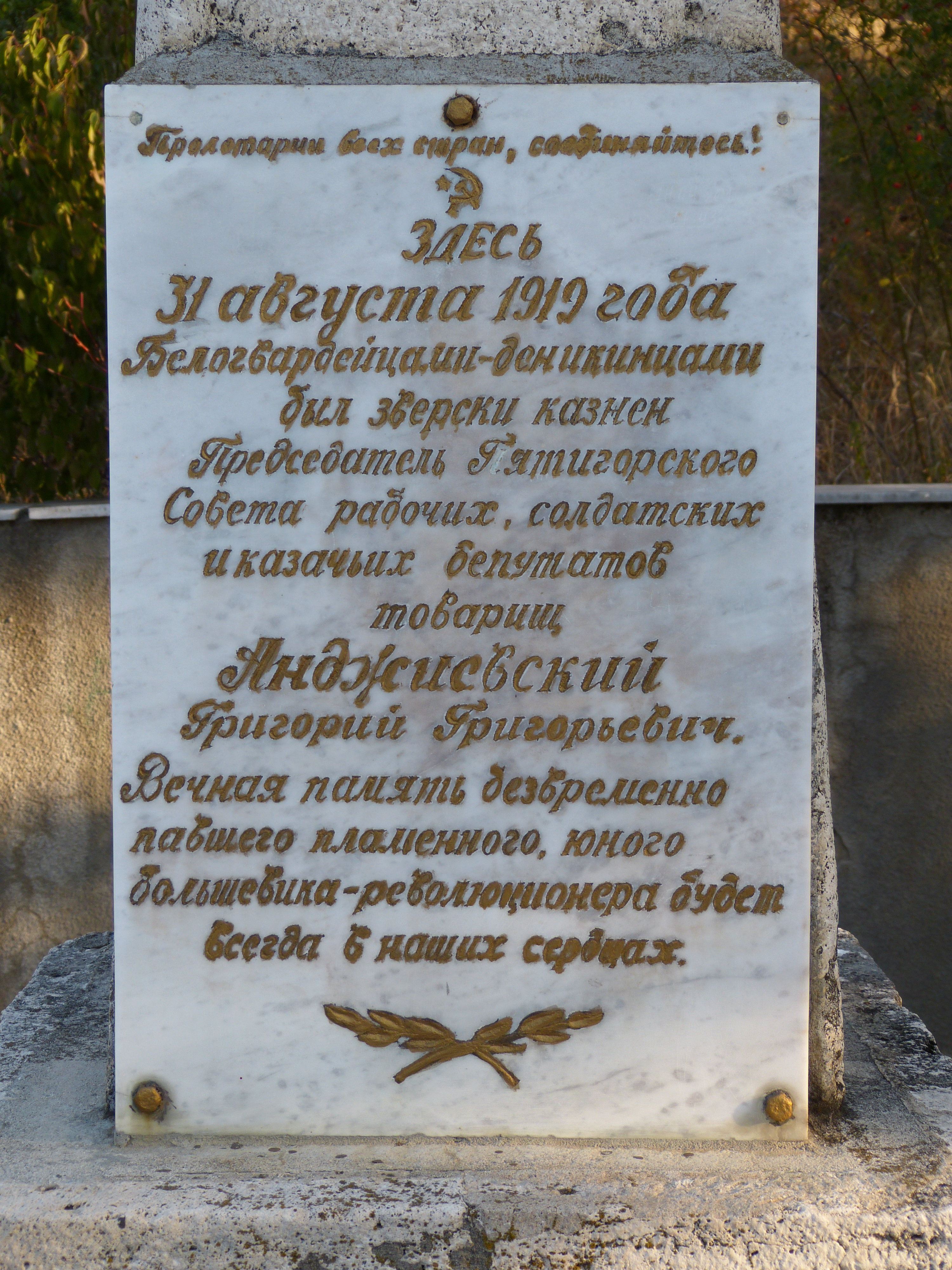

## В литературе
Биография Анджиевского легла в основу сюжета ряда литературных произведений, среди которых: повесть «Анджиевский» писателя-«возвращенца» Александра Дроздова; «Повесть о пламенном сердце» Матвея Павлова; документальная повесть «Из семьи неистовых», романы «Месть» и «Подвиг» Алексея Першина.